# Anoplogaster
Famille
Genre
Les Anoplogastridae forment une famille de poissons téléostéens. Cette famille ne comprend qu'un seul genre, Anoplogaster.

## Liste des espèces
Selon FishBase et World Register of Marine Species (29 janvier 2016) :
- genre Anoplogaster Günther, 1859
  - Anoplogaster brachycera Kotlyar, 1986
  - Anoplogaster cornuta (Valenciennes, 1833)